# 525
El 525 (DXXV) va ser un any comú començat en dimarts del calendari julià

## Esdeveniments
- Dionís l'Exigu, per encàrrec del Papa Hormisdes I crea unes taules per calcular la data de la Pasqua del cristianisme

## Defuncions
- Brígida d'Irlanda, religiosa cristiana
- Vanne de Verdun, bisbe catòlic